# Andrei Pițian
Andrei Pițian (Târgu Jiu, 16 novembre 1995) è un calciatore rumeno, centrocampista del Voluntari.

## Caratteristiche tecniche
È un mediano.

## Carriera

### Club
Cresciuto nelle giovanili del Pandurii, ha esordito il 28 novembre 2013 in un match di UEFA Europa League perso 4-1 contro il Dnipro.

## Statistiche

### Presenze e reti nei club
Statistiche aggiornate al 13 maggio 2018.
| Stagione             | Squadra              | Campionato           | Campionato | Campionato | Coppe nazionali | Coppe nazionali | Coppe nazionali | Coppe continentali | Coppe continentali | Coppe continentali | Altre coppe | Altre coppe | Altre coppe | Totale | Totale | Totale |
| Stagione             | Squadra              | Comp                 | Pres       | Reti       | Comp            | Pres            | Reti            | Comp               | Pres               | Reti               | Comp        | Pres        | Reti        | Pres   | Reti   |        |
| -------------------- | -------------------- | -------------------- | ---------- | ---------- | --------------- | --------------- | --------------- | ------------------ | ------------------ | ------------------ | ----------- | ----------- | ----------- | ------ | ------ | ------ |
| 2013-2014            | Pandurii             | L1                   | 0          | 0          | CR              | 0               | 0               | UEL                | 1                  | 0                  |             | -           | -           | 1      | 0      |        |
| 2014-2015            | Pandurii             | L1                   | 1          | 0          | CR+CL           | 0               | 0               |                    | -                  | -                  |             | -           | -           | 1      | 0      |        |
| 2015-2016            | Pandurii             | L1                   | 11         | 0          | CR+CL           | 2+0             | 0               |                    | -                  | -                  |             | -           | -           | 13     | 0      |        |
| 2016-gen. 2017       | Pandurii             | L1                   | 14         | 0          | CR+CL           | 2+1             | 0               | UEL                | 1                  | 0                  |             | -           | -           | 18     | 0      |        |
| Totale Pandurii      | Totale Pandurii      | Totale Pandurii      | 26         | 0          |                 | 5               | 0               |                    | 2                  | 0                  |             | -           | -           | 33     | 0      |        |
| gen.-giu. 2017       | Astra Giurgiu        | L1                   | 6          | 0          | CR+CL           | 1+0             | 0               | UEL                | 0                  | 0                  |             | -           | -           | 7      | 0      |        |
| ago. 2017            | Astra Giurgiu        | L1                   | 3          | 0          | CR              | 0               | 0               | UEL                | 1                  | 0                  |             | -           | -           | 4      | 0      |        |
| Totale Astra Giurgiu | Totale Astra Giurgiu | Totale Astra Giurgiu | 9          | 0          |                 | 1               | 0               |                    | 1                  | 0                  |             | -           | -           | 11     | 0      |        |
| 2017-2018            | Apollōn Limassol     | A                    | 2+1        | 0          | KK              | 0               | 0               | UEL                | 2                  | 0                  |             | -           | -           | 4      | 0      |        |
| Totale carriera      | Totale carriera      | Totale carriera      | 38         | 0          |                 | 6               | 0               |                    | 5                  | 0                  |             | -           | -           | 49     | 0      |        |

## Palmarès

### Club

#### Competizioni nazionali
- Supercoppa di Cipro: 1

Apollōn Limassol: 2017